# Marco Lucchini
Marco Lucchini Gabriolo (Milano, 29 agosto 1945 – Milano, 16 settembre 2022) è stato un giornalista e telecronista sportivo italiano.

## Biografia
Esordì nel 1981 in TG2 Sabato Sport, apparendo anche in molte altre rubriche sportive del TG2, tra cui TG2 Sportsera, Domenica Sprint in cui era l'inviato fisso del programma e TG2 Diretta Sport; nello stesso anno commentò il Super Bowl XV per Canale 5.
Lucchini fu per molti anni l'inviato dallo Stadio Sinigaglia di Como per le partite del Como e in alternanza allo Stadio Zini di Cremona per le partite della Cremonese, nella trasmissione 90º minuto condotta prima da Paolo Valenti e poi da Fabrizio Maffei.
In seguito fu il commentatore ufficiale del Piacenza e del Parma in Domenica Sprint, a cura della Testata Giornalistica Sportiva. Per molti anni seguì il mondo del pattinaggio su ghiaccio (sua la telecronaca del primo bronzo iridato di Carolina Kostner a Mosca nel 2005) e della vela.
Fu anche commentatore del campionato italiano di baseball e di alcuni tornei di golf.
A partire dal 1999 fu curatore di Rai Sport, insieme a Ignazio Scardina, Maurizio Vallone, Saverio Garaguso, Duccio Guida e Amedeo Verduzio.
Nel 2003 Lucchini fu curatore di Domenica Sprint; in precedenza aveva seguito - sempre da curatore - anche Stadio Sprint e La Domenica Sportiva.
Si è spento a Milano il 16 settembre 2022 all'età di 77 anni.